# (19994) Tresini
(19994) Tresini (1990 TJ15) – planetoida z pasa głównego asteroid okrążająca Słońce w ciągu 4 lat i 228 dni w średniej odległości 2,77 j.a. Została odkryta 13 października 1990 roku.